# Бадмажапов, Цогто Гармаевич
Цогто́ Гарма́евич Бадмажа́пов (1879 — 15 декабря 1937) — российский и советский переводчик и монголовед, первооткрыватель города Хара-Хото.

## Биография
Уроженец Троицкосавского округа Забайкальской области Российской империи, казак из  кяхтинских бурят. В качестве переводчика и проводника и в чине старшего урядника, участвовал в Монголо-Камской экспедиции (1899—1901) П. К. Козлова. Работал в кяхтинской торговой фирме «Собенников и братья Молчановы» под начальством Базара Барадина.
Расстрелян в 1937 году по обвинению в участии в контрреволюционном заговоре против МНР.
В ургинском доме Бадмажапова ныне располагается Музей истории Улан-Батора.